# Bopyrus squillarum
Bopyrus squillarum är en kräftdjursart som beskrevs av Pierre André Latreille 1802. Arten ingår i släktet Bopyrus och familjen Bopyridae. Bopyrus squillarum förekommer i Europeiska vatten och är reproducerande i Sverige. Inga underarter finns listade i Catalogue of Life.